# Isabel Edvardsson

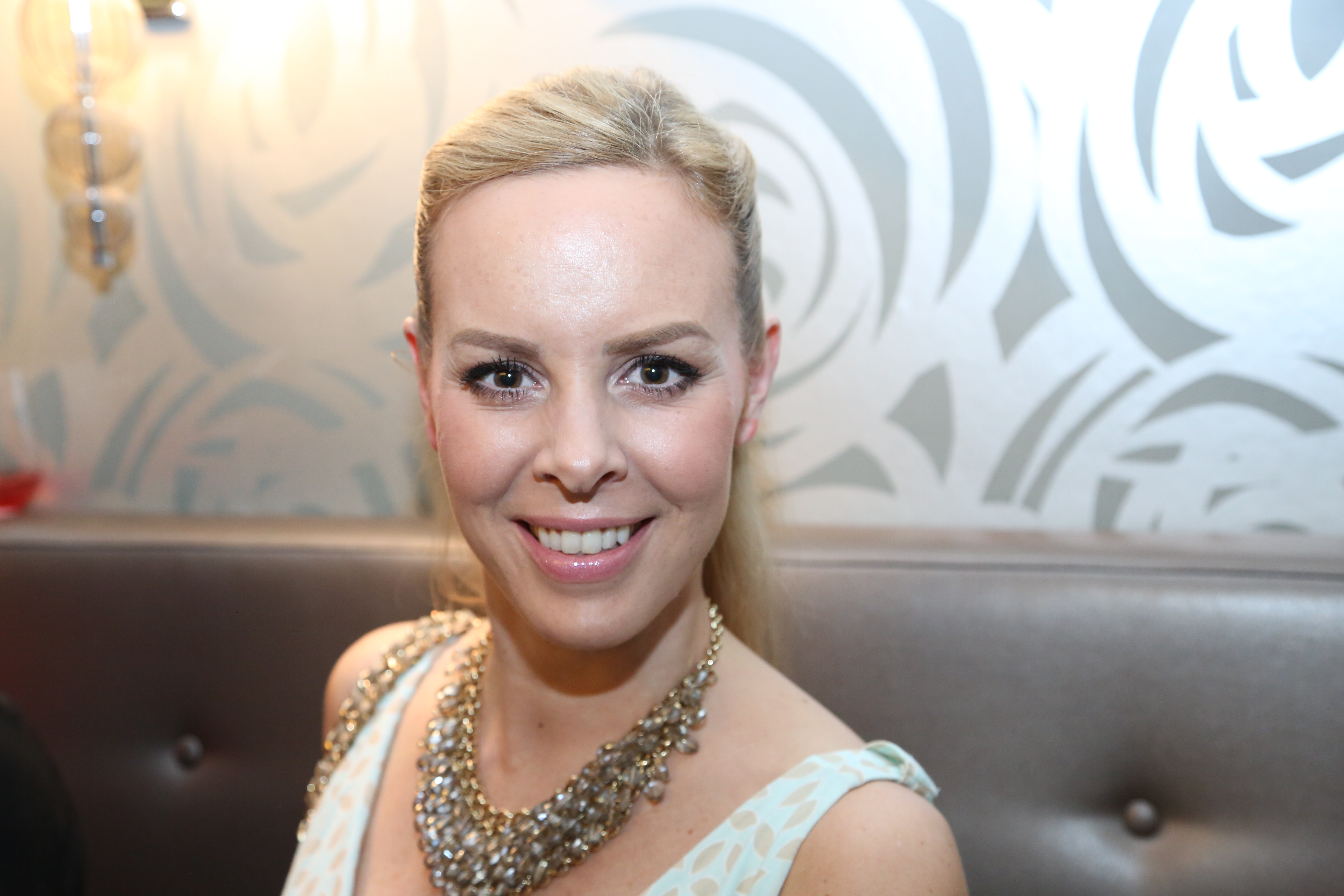
Isabel Edvardsson beim Aspria-Sommerfest 2017

Isabel Emilia Edvardsson (* 22. Juni 1982 in Bergum bei Göteborg) ist eine schwedische Tänzerin und mehrfache deutsche Meisterin in den Standardtänzen. Sie ist als Profi-Tänzerin der Fernsehsendung Let’s Dance bekannt.

## Leben
Isabel Edvardsson tanzt seit ihrem 13. Lebensjahr. Sie absolvierte eine gymnasiale Ausbildung in Contemporary Dance, Ballett und Jazzdance und spezialisierte sich mit 21 Jahren auf Standardtanz. Von 2003 bis 2014 lebte sie in Braunschweig als Tanztrainerin bei der Braunschweig Dance Company, beim Rot-Weiss-Klub Kassel und beim TK Blau-Gold Leipzig; darüber hinaus war sie auch als Wertungsrichterin tätig. Als Profitänzerin feierte sie ihre größten Erfolge zusammen mit ihrem Tanzpartner Marcus Weiß. Am 8. Dezember 2007, mit dem Gewinn der Europameisterschaft Professional Standard Kür in Balingen, beendeten Isabel Edvardsson und Marcus Weiß ihre aktive Profi-Karriere. Sie erreichten in der Weltrangliste Platz 14.
Seit 2003 sind Edvardsson und Weiß liiert und seit 2015 verheiratet. Im September 2017 bekam das Paar den ersten im April 2021 den zweiten Sohn und im April 2024 den dritten Sohn. Seit 2014 lebt Edvardsson in Hamburg. Sie betreibt eine ADTV-Tanzschule mit Standorten in Hamburg und Ahrensburg.

## Fernsehen und Engagements

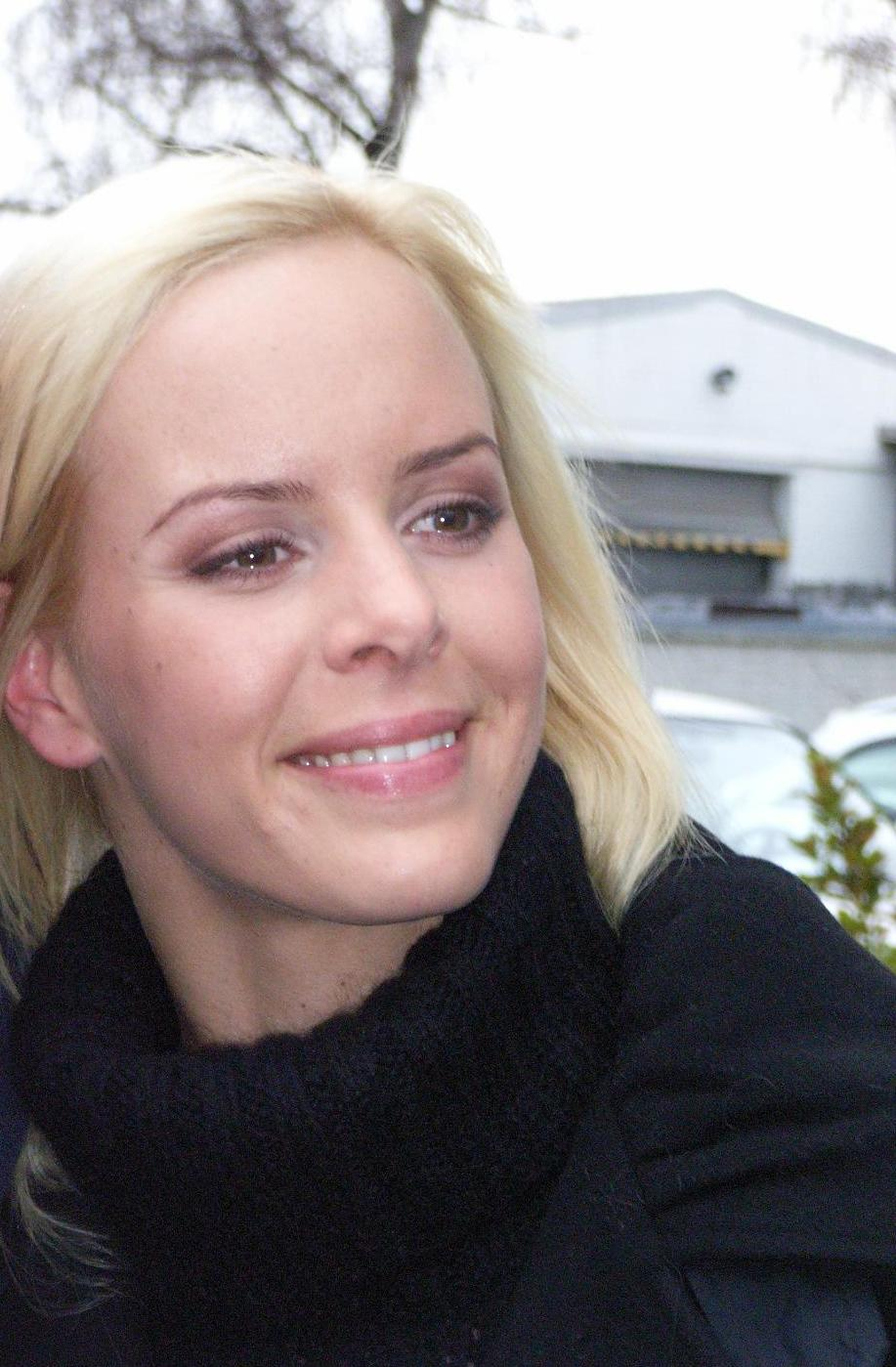
Isabel Edvardsson (2009)

### Let’s Dance
Isabel Edvardsson nimmt seit 2006 – mit Unterbrechungen in den Jahren 2018, 2021 und 2024 wegen Elternzeit und Schwangerschaften – an der RTL-Sendung Let’s Dance teil, davon im Jahr 2010 als Jurorin. In der Let’s-Dance-Sendung am 7. April 2017 gab sie bekannt, dass sie wegen ihrer Schwangerschaft nicht weiter an der 10. Staffel teilnehmen kann.
| Staffel (Jahr) | Tanzpartner             | Platzierung               |
| -------------- | ----------------------- | ------------------------- |
| 01 (2006)      | Wayne Carpendale        | 01.                       |
| 02 (2007)      | Giovane Élber           | 03.                       |
| 03 (2010)      | Jurorin                 | Jurorin                   |
| 04 (2011)      | Tim Lobinger            | 09.                       |
| 05 (2012)      | Patrick Lindner         | 06.                       |
| 06 (2013)      | Tetje Mierendorf        | 09.                       |
| 07 (2014)      | Alexander Klaws         | 01.                       |
| 08 (2015)      | Detlef Steves           | 10.                       |
| 09 (2016)      | Michael Wendler         | 09.                       |
| 10 (2017)      | Maximilian Arland       | – (Teilnahme bis Runde 4) |
| 12 (2019)      | Benjamin Piwko          | 03.                       |
| 13 (2020)      | Aílton                  | 12.                       |
| 15 (2022)      | Riccardo Basile         | 11.                       |
| 16 (2023)      | Jens „Knossi“ Knossalla | 05.                       |

Edvardsson tanzte außerdem in den Let’s Dance-Ablegern Weihnachts-Special 2013, Die große Profi-Challenge und Llambis Tanzduell mit.
2011 war sie Mitglied der Jury der schwedischen Ausgabe von Let’s Dance.

### Weitere TV-Auftritte
In der Folge 2798 der Seifenoper Verbotene Liebe, die am 8. November 2006 in der ARD ausgestrahlt wurde, hatte Isabel Edvardsson einen Gastauftritt als Salsa-Wettbewerbsrichterin Sabine Pesch.
Vom 11. Januar 2008 bis zum 25. Januar 2008 war Edvardsson in der 3. Staffel der RTL-Show Ich bin ein Star – Holt mich hier raus! zu sehen, in der sie den vierten Platz unter zehn Teilnehmern belegte. In der ZDF-Telenovela Wege zum Glück spielte sie in zwei Folgen Anfang Mai 2008 die junge Polizeiobermeisterin Antje Blank. Am 4. Oktober 2008 moderierte Edvardsson zusammen mit Danny Morgenstern die German Masters der professionellen Latein-Tänzer in Braunschweig. Die Veranstaltung wurde vom NDR live übertragen.
Ab September 2016 bis 2018 stand Edvardsson bei RTLplus in der Sendung Glücksrad (mit Jan Hahn) an der Ratewand. Im Januar 2017 beteiligte sie sich am RTL-Gesangswettbewerb It Takes 2, im Oktober 2020 war sie in der Sat.1-Show Genial oder Daneben? zu sehen, im März 2025 spielte sie mit anderen aus der „Let’s Dance-Familie“ in Eltons 12 um 100.000 Euro.

### Weitere Medienauftritte
In den Ausgaben des September 2006 und des Mai 2010 des deutschen Playboys war Edvardsson nackt in einer Fotostrecke zu sehen. Zuvor zog sie sich für die Männermagazine FHM und Maxim aus. Im März 2016 nahm sie ihre Single Tanzen ist träumen auf, die als Download veröffentlicht wurde.

### Charity
Edvardsson ist Botschafterin der Hamburger Stiftung Mittagskinder. In den beiden Treffs der Stiftung erhalten mehr als 200 Kinder aus „sozialen Brennpunkten“ in Hamburg unentgeltlich regelmäßige Mahlzeiten, Hausaufgabenhilfe sowie eine sozialpädagogische Betreuung.
Als Botschafterin des Kinder-Hospiz Sternenbrücke, einer Einrichtung für Kinder und junge Menschen bis zu 27 Jahren mit unheilbaren oder degenerativen Erkrankungen, ohne kurative Therapiemöglichkeiten mehr und mit begrenzter Lebenserwartung, sammelt Edvardsson regelmäßig Spendengelder.

## Erfolge
2003
- Deutscher Vizemeister Professional Standard*

2004
- Deutscher Vizemeister Professional Standard*
- Platz 9 bei den Asian Open, Weltrangliste
- Platz 7 bei den Dutch Open, Weltrangliste
- Platz 5 bei den German Open Championships GOC*
- Platz 1 bei den German Masters
- Platz 1 bei den French Open
- Platz 21 der Weltrangliste als bestes deutsches Paar

2005
- Platz 14 bei den Asian Open, Weltrangliste
- Semifinale bei Crystal Palace Cup, London
- Semifinale bei den Imperial Championships, London
- Platz 2 beim Großen Preis von Deutschland
- Finalisten beim US Open in Miami*
- Deutscher Vizemeister Professional Standard*
- Deutscher Meister Professional Standard Kür*
- Semifinale der Weltmeisterschaft in Blackpool*
- Finale 5. Platz der Europameisterschaft in Mülheim*

2006
- Platz 14 der Weltrangliste
- Platz 6 im Finale der Europameisterschaft in Düsseldorf*
- Vize-Europameister Professional Standard Kür*
- Deutscher Meister Professional Standard*
- Finale der German Open Championships GOC*
- Deutscher Meister Professional Standard Kür*

2007
- Deutscher Vizemeister Professional Standard*
- Platz 1 der Euro Dance Classics (im Rahmen des Euro Dance Festival 2007)
- Deutscher Meister Professional Standard Kür*
- Europameister Professional Standard Kür*

* Mit Marcus Weiß